# دنی کوهن (فیلمبردار)
دنی‌یل کوهن (به انگلیسی: Daniel Cohen)، (متولد ۱۹۶۳) یک فیلم‌بردار انگلیسی است. او عضو انجمن فیلم‌برداران بریتانیا است. در بسیاری از فیلم‌ها و سریال‌های تلویزیونی کار کرده و بیشتر به خاطر همکاری‌هایش با تام هوپر، استیون فریرز، شین مدوز و لنی آبراهامسون معروف است. او نامزدجایزه اسکار بهترین فیلم‌برداری برای فیلم سخنرانی پادشاه، جایزه بفتای بهترین فیلم‌برداری برای فیلم بینوایان شد.

## گزیدهٔ آثار

### سینما
- ده دقیقه بزرگ‌تر (بخش "دربارهٔ زمان ۲") (۲۰۰۲)
- جشنواره (۲۰۰۵)
- این انگلستان است (۲۰۰۶)
- جانی اینگلیش دوباره متولد می‌شود (۲۰۱۱)
- بینوایان (۲۰۱۲)
- ایکس + وای (۲۰۱۴)
- طرح (۲۰۱۵)
- اتاق (۲۰۱۵)
- دختر دانمارکی (۲۰۱۵)
- فلورانس فاستر جنکینز (۲۰۱۶)
- ویکتوریا و عبدل (۲۰۱۷)
- نافرمانی (۲۰۱۷)

### تلویزیون
- جان آدامز (۲۰۰۸)
- ریچارد دوم (۲۰۱۲)